# Raji Sourani

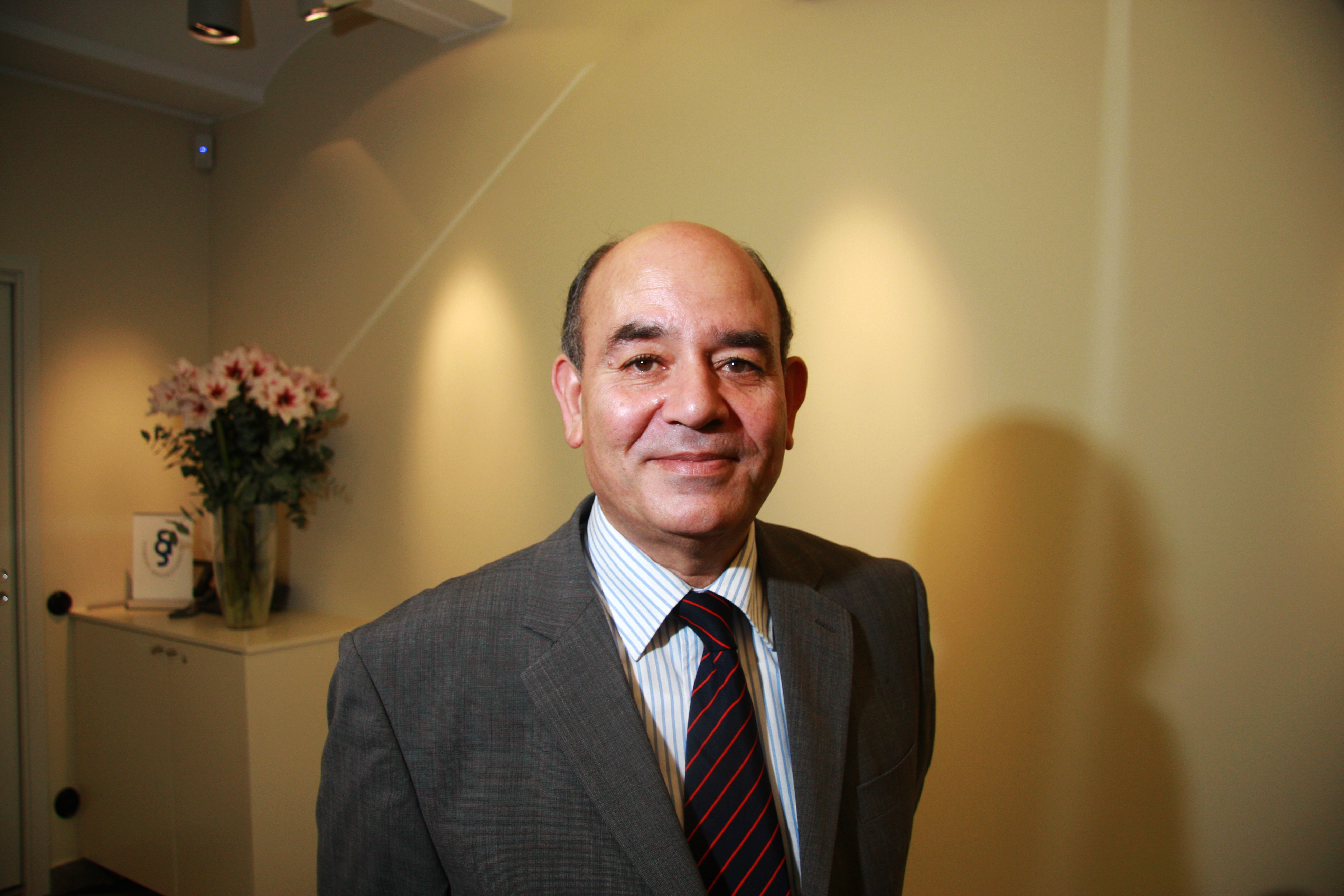
Raji Sourani (2009)

Raji Sourani (arabisch راجي الصوراني, DMG Rāǧī aṣ-Ṣūrānī; geboren am 31. Dezember 1953 in Gaza) ist ein palästinensischer Anwalt und Menschenrechtsaktivist. Er setzt sich seit mehreren Jahrzehnten für die Einhaltung von Menschenrechten in Palästina und der arabischen Welt ein. Sourani ist der Gründer und Direktor des Palästinensischen Zentrums für Menschenrechte (PCHR) in Gaza sowie Präsident der Arabischen Organisation für Menschenrechte.
Sourani wurde viermal in israelischer Haft festgehalten, er wurde darüber hinaus geschlagen und psychischer und körperlicher Folter ausgesetzt.

## Leben
Sourani wurde 1953 in der Stadt Gaza geboren und absolvierte seine Ausbildung zum Anwalt an der Universität von Alexandria. Nach seinem Abschluss kehrte er in den Gazastreifen zurück, gründete seine eigene Anwaltskanzlei und begann zu praktizieren. Sein Spezialgebiet waren Fälle im Zusammenhang mit der israelischen Besatzung, den Militärgerichten, Inhaftierungen, Folter und Todesfällen in Gewahrsam. 1990 wurde Sourani Direktor des Gaza Centre for Rights and Law.
Er vertrat Opfer von Menschenrechtsverletzungen vor Gericht und untersuchte und dokumentierte Menschenrechtsverletzungen von israelischer und palästinensischer Seite. Sourani durfte zwischen 1977 und 1990 den Gaza-Streifen nicht verlassen. Im Jahr 1995, als Jassir Arafat ankündigte, dass Personen, die verdächtigt werden, gegen die Sicherheit verstoßen zu haben, vor ein neues Militärgericht gestellt würden, verurteilte Sourani diesen Schritt als Verstoß gegen die richterliche Unabhängigkeit. Er wurde festgenommen und beschloss danach mit gleichgesinnten Kollegen das Palestinian Centre for Human Rights (PCHR) zu gründen. Das PCHR entwickelte sich zur führenden Menschenrechtsorganisation im Gazastreifen.
2011 besuchte Sourani auf Einladung der parteinahem Stiftung von Bündnis 90/Die Grünen, der Heinrich-Böll-Stiftung, Deutschland. Währen dieser Vortragstour traf Sourani NGOs, Aktivisten und Politiker aller im Deutschen Bundestag vertretenen Parteien und sprach über die verheerenden Folgen der illegalen Blockade des Gazastreifens durch Israel. Nach dem Sturz von Muammar al-Gaddafi in Libyen organisierte Sourani, als Präsident der Arabischen Organisation für Menschenrechte, die erste Mission von Menschenrechtsbeobachtern in das Land.
Am 22. Oktober 2023 überlebten Sourani und seine Familie die Bombardierung durch israelische Luftangriffe, bei dem sein Haus zerstört wurde. Von seinen 65 Kollegen des PCHRs wurden zwei junge Anwälte getötet. Sourani gelang es schließlich, nach Paris zu fliehen. Alle drei Büros des von ihm geleiteten Menschenrechtszentrums PCHR wurden bombiert und zerstört.
Im Januar 2024 war Sourani Mitglied der südafrikanischen Delegation bei der Völkermordanhörung des Internationalen Gerichtshofs (IGH) in Den Haag.
Sourani lebt derzeit in Kairo.

## Auszeichnungen
Sourani erhielt 2011 den Robert F. Kennedy Human Rights Award. Seit 2013 ist er Träger des Right Livelihood Award und damit der erste Palästinenser, der mit dem „Alternativen Nobelpreis“ ausgezeichnet wurde.